# Cosmologie primordiale
La cosmologie primordiale est la partie de la cosmologie qui s'intéresse à l'univers primordial, c'est-à-dire à l'univers tel qu'il était peu après le Big Bang. Le terme de cosmologie primordiale s'oppose à celui de cosmologie physique qui traite des époques plus tardives de l'histoire de l'univers, en particulier tout ce qui a trait à la formation des grandes structures et à la physique des galaxies.
Edgard Gunzig propose un modèle cosmologique semi-classique qui contourne l'inéluctabilité de la singularité initiale en mariant les équations d’Einstein de la relativité générale à la théorie quantique des champs : la pression du vide quantique est suffisamment négative pour qu'elle oblige ce vide à s'étendre, cette expansion produisant de l'énergie qui excite le champ quantique à l'origine de la création quantique de la matière qui à son tour soutient l'expansion.